# Podocnemis expansa
Podocnemis expansa là một loài rùa trong họ Podocnemididae. Loài này được Schweigger mô tả khoa học đầu tiên năm 1812.
Loài rùa này được tìm thấy trong lưu vực sông Amazon (Peru, Brazil, Colombia, Venezuela, vv.) Con trưởng thành thường đạt kích thước dài 1 m. Rùa cái có mai phẳng rộng và kích thước lớn hơn và số lượng nhiều hơn so với rùa đực. Loài rùa này chỉ ăn thực vật.

## Hình ảnh

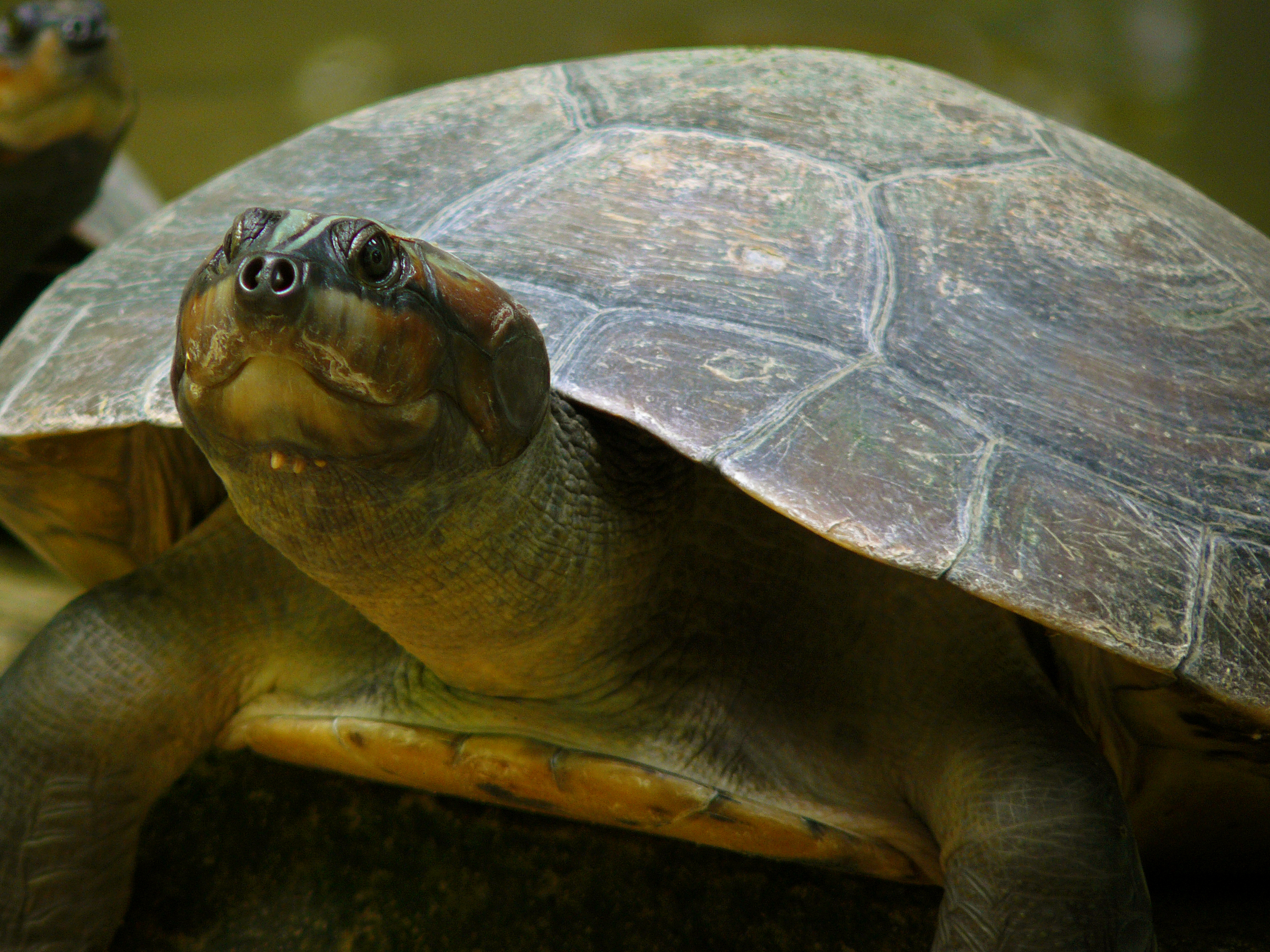
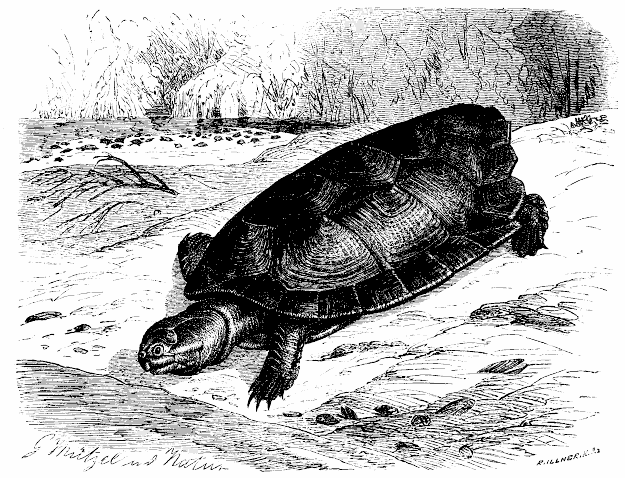
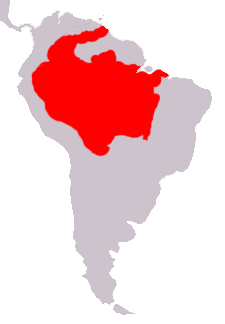